# Bedroom Floor (chanson de Liam Payne)
Singles
Get Low
(2017) For You
(2018)
Bedroom Floor est une chanson du chanteur anglais Liam Payne sortie le 20 octobre 2017 sous le label de Capitol Records. C'est le troisième single du chanteur apparaissant sur l'album LP1. 

## Réception
Adam Starkey du magazine Metro considère la chanson comme étant « une amélioration progressive par rapport à Strip That Down » mais trouve les paroles embarrassantes. Hugh McIntyre de Forbes trouve que la chanson est « bien plus douce que la précédente » comparant les paroles qui sont plus « coquines ». 

## Performance
Liam Payne chante pour la première fois la chanson sur le plateau de l'émission The X Factor. En novembre 2017, il chante Bedroom Floor dans l'émission The Ellen DeGeneres show. 

## Clip
Le clip est mis en ligne sur Youtube le 6 novembre 2017, réalisé par Declan Whitebloom et met en scène Liam Payne ainsi que l'actrice Bella Thorne. 

## Certifications
| Pays        | Certification | Ventes  |
| ----------- | ------------- | ------- |
| Australie   | Or            | 35 000  |
| Canada      | Or            | 40 000  |
| Royaume-Uni | Argent        | 200 000 |